# 아겐다 2010
아겐다 2010은 2003년 3월 14일 독일 연방하원에서 게르하르트 슈뢰더 총리가 발표한 개혁안으로 노동시장노동법 사회보장제도 경제 및 재정정책 교육과 기업혁신 등에 대한 독일정부의 중장기적 개혁프로그램이다.

## 배경
당시 독일은 전체 근로자의 11.6% 에 이르는 400만 명이 실업수당을 받고 있었으며 2002년 국내총생산량 생산율이 0.1% 2003년에는 0%로 심각한 경제위기에 처해있었다. 이를 타파하고자 슈뢰더 정권은 아겐다 2010을 발표했으며 사회민주당내에서 90%이상의 지지로 통과된 뒤 2003년 10월 17일 연방의회에서 근소한 차이로 통과되었다. 그 해 12월 연방각료회의의 승인을 얻어 실행단계에 들어갔다. 노동시장의유연성확대, 사회보장제도의 개혁, 소득세율 인하 등의 세제개혁, 관료주의적 규제 철폐 등이다. 이 중 소득세율인하, 해고제한 규정완화, 의료보험제도개혁, 사회복지혜택 축소와 같은 일부정책들은 이미 시행에 들어간 상태에서 아겐다 2010을 발표하였다.

## 정책

### 세제개혁
독일정부는 2001년 세제개혁 후 아겐다 2010에서 좀 더 진전된 3단계 개혁안을 제시했다. 2001년 세제개혁에서는 법인세제의 대폭인하와 기업양도세 비과세조치를 통해 기업 간 M&A를 원활하게 하였다. 휘발유와 경유가격 및 전기요금을 각각 l당 6페니히 kW당 0.5페니히를 인상하고 여기서 나오는 재원을 연금보험재원으로 이용하였다. 이외에도 각종보험세율을 인상하고 세무조사를 강화하는 등이 2001년 시행된 세제개혁의 핵심 내용이다. 아겐다 2010에서는 이에 덧붙여 2005년 시행예정이던 세제개혁일정을 2004년으로 앞당기고 2001년 세재개혁에서 정한 최고세율과 최저세율을 각각 조정하였다. 2004년1월에는 최저세율을 16% 최고세율을 45%로 2005년 1월에는 최저세율을 15% 최고세율을 42%로 제정하는 내용이 담겨있다

### 노동개혁
노동개혁과 관련된 방안에는 다음과 같은 내용이 담겨있다. 2003년 1월에 임시고용전담기구(PSA)와 직업소개소인 잡 센터를 설립하며 자영업 특히 1인 창업회사에 대한 인센티브제도를 도입한다. 2003년 4월에는 저임금일자리에 대한취업촉진방안을 도입한다. 2004년 1월에는 연방노동청을 개편하고 소규모 사업장에 대한 해고규정을 완화한다. 2004년 3월에는 중소기업에 대한 취업인센티브를 제공한다. 2005년 1월에는 아겐다 2010 핵심과제중 하나인 4차 노동시장개혁안 하르츠IV를 시행한다.

##### 노동개혁 방안에 대한 내용
임시고용전담기구는 장기실업자를 비정기시간고용제도(파견근무제)로 편입시킨 후 장기고용관계로 진입할 수 있게 일자를 중계해주는 제도이다. 인센티브 제도의 경우 실업보험금 또는 보조금을 받던 사람, 고용정책 또는 구조정책에 따라 일자리를 갖던 사람들이 창업을 추진하는 경우 1인 창업이나 가족기업에게는 3년 치 실업수당과 사회보험수당에 해당하는 창업지원금을 지원해주는 제도이다.
저임금일자리를 갖는 사람들에게는 세금면제 상한선을 월 근로소득 325유로에서 400유로로 상향 조정하였다. 근로 시간도 주당 최대 15시간으로 올렸으며, 월 소득 401~800유로를 버는 계층에게는 4%~21%의 사회보장보험료율을 단계별로 징수하고 보조금을 지급한다. 해고보호법의 경우 기존에 5인 이상 고용업체에 적용하던 제도를 10인 이상으로 상향 조정하였다. 또 소규모기업들이 신규로 고용할 때 근로연한, 연령, 부양의무 등의 적용을 완화하였고 특수한지식이나 능력을 갖춘 사람들에게는 해고규정을 완화하였다.
노동시장을 활발하게 하기 위한 노동시장 정책 개혁에는 먼저 Job floaters가 포함되어 있다. 이는 중소기업들이 실업자를 고용할 때 신용을 제공하는 제도로 일종의 재정지원 프로그램이며 실업자 1인당 최고 10만 유로까지 대출형식으로 돈을 빌려주며 신용을 정부에서 제공하는 제도이다. 둘째로 청년실업자 구직프로그램이 있다. 청소년 실업 특히 구동독 지역의 실업을 감축시키기 위해 시행되는 프로그램이다. 교육프로그램을 확대하여 고용촉진담당 기관들이 젊은 계층의 고용을 위해 적극적으로 움직이고 질적 향상을 제고하게끔 한다. 이를 통해 청소년들의 자신의 능력과 적성에 맞고 기업이 필요로 하는 내용을 교육받을 수 있는 다양한 직업기회를 마련한다. 노년층 실업자에 대한 수입보전과 과도기적 지급 또한 포함되어있다. 노령실업자의 취업기회를 확대하고 인센티브를 제고하기 위한 방안으로 노령근로자들을 의한 수입보장이나 과도기적 지원을 시행하는 방안이다 50세 이상의 실업자에게 재취업이 될 때까지 실업 전 직장에서 받던 월급의 반을 보조금으로 지급한다. 55세 이상의 경우 본인이 원할 경우 실업자등록을 해지하고 실업수당과 사회보장금을 받을 수 있게끔 되어있다.

### 사회보장제도개혁
실업보조금과 사회보조금을 통합 운영하는 방안의 경우 2005년 1월 시행될 하르츠IV에서는 실업보조와 사회보조를 한꺼번에 묶어 실업보조금 수당Ⅱ를 지원하는 법안이 포함되어 있다. 기존의 실업구제와 사회구제의 범위를 실업보조금 Ⅰ,Ⅱ 그리고 사회보조금으로 구분하여 지원범위를 명확히 하여 중복되지 않게 하는데 목적이 있다. 사회복지제도의 경우 파산위기에 처한 사회보장보험의 재정확보를 위해 연금보험료 상향조정 및 납부대상자 월 소득액 한계를 올림으로써 연금보험 및 의료보험, 양로보험 시스템 개혁을 시행 하였다. 의료건강보험의 경우 의료보험 현대화 법과 다른 기존법규들이 2003년 12월 연방각료회의에서 통과 하였다. 의료서비스의 질 개선과 본인부담을 통한 의료보험가입자의 참여, 의료보험의 재정방식 및 구조개혁을 하였다. 평균 보험료율을 13%인하 하였는데 이와 함께 여러 가지 제도가 도입되었다. 먼저 첫 진료 시 수수료, 의약품과 입원비, 치과 보철비용에 대한 자기부담제도가 도입되었다. 두 번째로 종합병원재정개혁과 종합병원재정 개혁과 종합병원 내 진료에 대한 개혁을 하였다. 병원에 유리하게 환자를 입원시키는 식의 비효율적 운영으로 인한 불필요한 지출을 억제하고자 함이다. 이외에도 질병예방법을 통해 사전에 예방하는 보건장려 정책, 의료보험 구조개혁, 의무보험가입 해당 대상자를 추가로 확대하는 것과 보험계약자의 수입과는 상관없이 조세를 통해 보험금을 지급하는 등의 방안을 제시하였다.

## 아겐다2010 주요사항[1]
|              | 주요내용 | 시행일자 |
| ------------ | --- | --- |
| 세제         | - 1차 소득세율 인하(최저세율 16%, 최고세율 45%, 삭감 규모: 총 150억 유로) - 2차 소득세율 인하(최저세율 15%, 최고세율 42%, 삭감 규모: 총 65억 유로) | - 2004. 1. 1. - 2005. 1. 1.                                                                                     |
| 노동시장     | - 임시고용 전담기관구(PSA) 설립 - 잡 센터 설림 - 자영업에 대한 인센티브 도입 - 저임금 일자리에 대한 취업 촉진 - 연방노동청 개편 - 소규모 사업장의 해고 제한 완화 (해고 제한 규정의 적용범위를 5명 이상 고용, 기업에서 10명 이상 기업으로 상향 조정 - 중소기업의 취업 인센티브 도입 - 실업수당 축소(Hartz IV) | - 2003. 1. 1. - 2003. 1. 1. - 2003. 1. 1. - 2003. 4. 1. - 2004. 4. 1. - 2004. 4. 1. - 2004. 3. 1. - 2005. 1. 1. |
| 교육 및 연구 | 교육 및 연구 분야 투자 확대(90억 유로(2003년), 97억 유로(2004년)) | 2003~2004년 |
| 산업활성화   | 수공업촉진법(수공업 분야의 창업 요건 완화) | 2004. 1. 1. |
| 사회복지     | - 사적연금 지원 - 의료보험 축소 - 조기퇴직 인센티브 폐지 - 연금지급액 인상 동결 - 퇴직연금보험 수령 개시 최소 연령 상향 조정(현행 60세에서 63세) | - 2002. 1. 1. - 2004. 1. 1. - 2004. 7. 1. - 2006~2008년                                                         |
| 직업훈련     | 청년 직업훈련 강화(노사 협력으로 직업훈련 장소 확대 제공, 훈련교사 자격 요건 완화) | 2003. 4. 1. |

## 같이 보기
- 독일의 인구
- 독일의 내각제

## 참고 문헌
1. 오승구, 《독일 경제위기를 어떻게 볼 것인가-사회적 시장경제체제와 쉬뢰더의 개혁정책》, 삼성경제연구소,2005,100p~124P
2. 한스 베르너 진, 《독일 경제 어떻게 구할 수 있는가》, 까지글방,2007,131~132p